# Oferta pública de venda

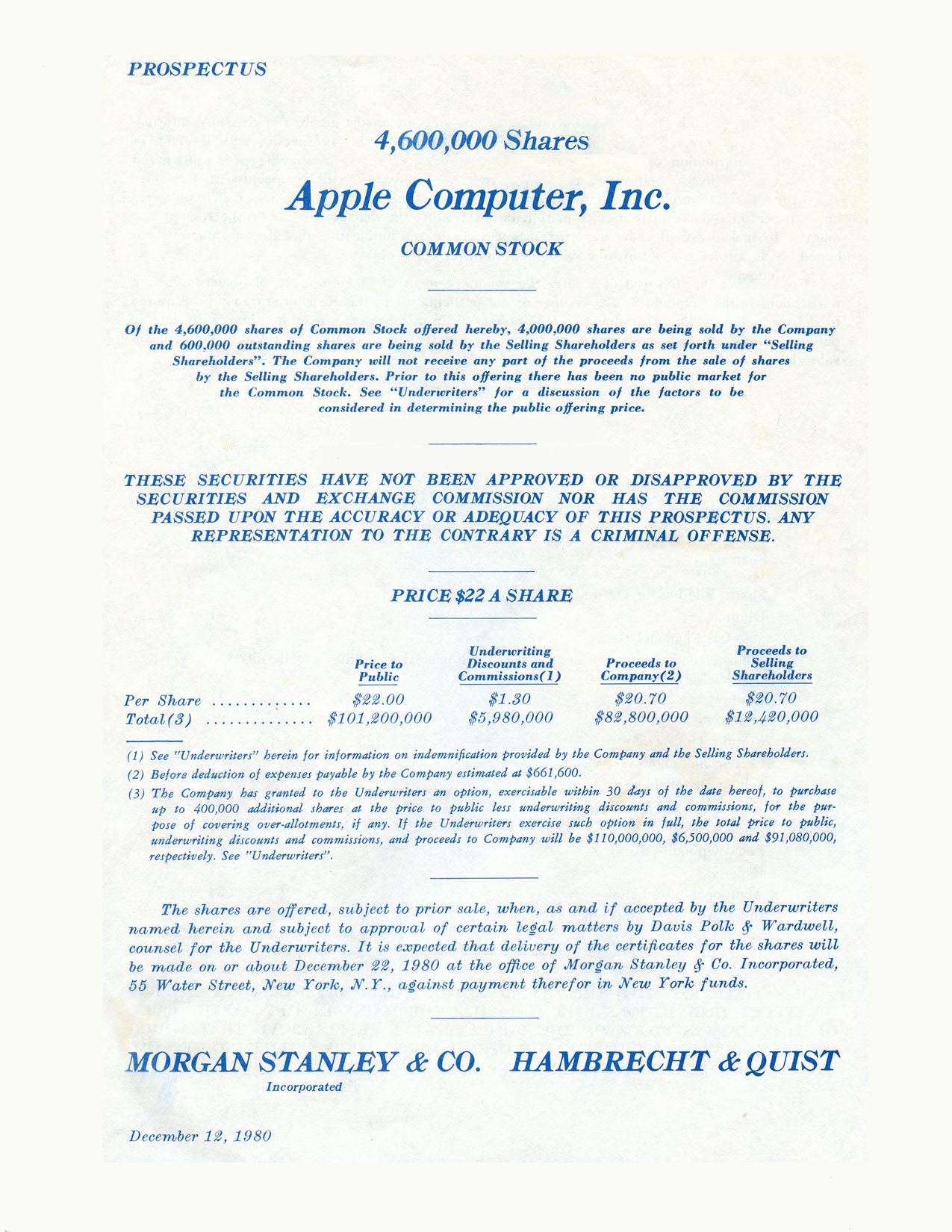
OPV inicial d'Apple Computer, Inc (1980)

Una Oferta Pública de Venda d'accions (acrònim: OPV, en anglès: IPO, d'Initial public offering) és un procediment mitjançant el qual una empresa posa a la venda part o la totalitat de les seves accions ja existents al públic en general o a un grup escollit d'inversors, com per exemple inversors qualificats. Aquest procés és conegut també informalment com a "sortir a la borsa" i pot servir tant per a empreses que ja hi cotitzen com per a aquelles que ho volen fer per primera vegada, cas en què també se les pot anomenar Oferta pública inicial (i per les seves inicials OPI).
Hi ha diverses raons per les quals una empresa pot decidir fer una OPV. Entre aquestes es troben la necessitat d'obtenir finançament, la voluntat de proporcionar liquiditat als seus accionistes actuals o el desig d'augmentar la visibilitat i el prestigi de l'empresa. A més, les empreses sovint utilitzen les OPV com una estratègia per internacionalitzar-se, ja que això els permet accedir a nous mercats i obtenir una valoració més objectiva de la seva situació financera.
Durant una OPV, és obligatori que l'empresa emeti un fullet informatiu que inclogui tota la informació necessària perquè els inversors puguin prendre una decisió informada. Aquest document ha de ser aprovat per la Comissió Nacional del Mercat de Valors (CNMV), l'entitat reguladora que supervisa i inspecciona els mercats de valors espanyols per garantir la transparència i la seguretat jurídica de les operacions.

## Història
La forma més antiga d'una empresa que va emetre accions públiques va ser el cas dels publicans durant la República Romana, encara que aquesta afirmació no és compartida per tots els estudiosos moderns. Igual que les societats anònimes modernes, els publicans eren òrgans legals independents dels seus membres, la propietat dels quals estava dividida en accions, o parts. Hi ha evidència que aquestes parts es van vendre a inversors públics i es van comerciar en una mena de mercat no organitzat al Fòrum Romà, prop del temple de Càstor i Pòl·lux. Les accions fluctuaven de valor, fomentant l'activitat dels especuladors o qüestors. Només queden proves dels preus pels quals es van vendre parts, de la naturalesa de les ofertes públiques inicials o d'una descripció del comportament del mercat de valors. Els publicans va perdre el favor amb la caiguda de la República i l'ascens de l'Imperi.
Un dels primers exemples documentats d'OPV va ser l'emissió de les accions de la "Dutch East India Company" el 1602, considerada una de les primeres societats anònimes a emetre accions al públic. Aquest model es va estendre i es va institucionalitzar amb la creació de borses de valors com la de Nova York (NYSE) el 1792. Als Estats Units, la primera OPV va ser l'oferta pública de Bank of North America al voltant de 1783.
A Espanya, la regulació i formalització de les OPV es van consolidar a mesura que els mercats de valors es van desenvolupar, amb un paper clau jugat per la CNMV, creada el 1988. La CNMV supervisa i regula aquestes operacions per garantir la transparència i la protecció dels inversors. Les OPV s'hi van fer especialment populars durant les dècades de 1980 i 1990, un període en què moltes empreses estatals van ser privatitzades. Aquest procés va posar les accions d’aquestes empreses a la venda al públic per primera vegada. Aquesta tendència va augmentar significativament la participació dels petits inversors en els mercats de valors. Durant aquest període, es va produir un augment de la participació dels inversors minoristes en el mercat de renda variable espanyol.

## Procediment
Una Oferta Pública de Venda és un procés complex que implica diversos passos. En el cas d'Espanya són els següents:
1. La companyia que vol realitzar l’OPV ha de preparar-se per aquesta operació. Això pot implicar auditories financeres, reestructuracions corporatives i altres canvis per posar la companyia en la millor posició possible.
2. La companyia ha de registrar un fullet informatiu a la CNMV. Aquest fullet ha de contenir tota la informació necessària perquè els inversors es formin un judici fonamentat sobre l’oferta.
3. Normalment, el fullet informatiu inclourà una banda de preus indicativa (i en la majoria dels casos no vinculant) per a les accions objecte de l’oferta, com a referència per als potencials inversors.
4. Una vegada que el fullet ha estat aprovat per la CNMV, la companyia pot presentar l’oferta al públic. Aquesta oferta pot ser dirigida exclusivament a inversors qualificats o al públic en general.
5. Hi ha un període durant el qual els inversors poden acceptar l’oferta. Durant aquest temps, els inversors poden comprar les accions a l’oferta.
6. Una vegada que el període d’acceptació ha finalitzat, es realitza la liquidació de l’oferta. Això implica la transferència de les accions als inversors que han acceptat l’oferta i el pagament del preu de les accions per part d’aquests inversors.